# (4956) Noymer
(4956) Noymer ist ein Asteroid des Hauptgürtels, der am 12. November 1990 vom britisch-australischer Astronomen Robert McNaught am Siding-Spring-Observatorium (IAU-Code 413) in Australien entdeckt wurde.
Der Asteroid wurde am 4. November 1991 anlässlich seines 20. Geburtstags nach dem US-amerikanischen Astronomen Andrew J. Noymer (* 1971) benannt, der am Harvard-Smithsonian Center for Astrophysics für das Minor Planet Center tätig ist und 1988 für mehrere Wochen das Siding-Spring-Observatorium besuchte, wo er sieben Asteroiden entdeckte.